# Årets cykelrytter i Danmark
Årets cykelrytter i Danmark er en pris som siden 1976 er blevet tildelt af Danmarks Cykle Union til en dansk cykelrytter. Den gives til en rytter eller et hold, som i det givne år har leveret det eller de mest bemærkelsesværdige resultat(er) på højeste internationale niveau i kategorierne U23 og elite for herrer og elite for kvinder. Fra 2021 er der blevet uddelt én pris til årets mandlige og én pris til årets kvindelige cykelrytter.
De nominerede vælges af en komite under Danmarks Cykle Union, og vinderne findes herefter ved en afstemning baseret på stemmer fra de licenshavende ryttere under DCU.

## Modtagere af prisen
| År                 | Mandlige vinder       | Disciplin        | Kvindelig vinder             | Disciplin        |
| ------------------ | --------------------- | ---------------- | ---------------------------- | ---------------- |
| 2021– (kønsopdelt) |                       |                  |                              |                  |
| 2024               | Tobias Aagaard Hansen | Banecykling      | Julie Norman Leth            | Banecykling      |
| 2023               | Mads Pedersen         | Landevejscykling | Cecilie Uttrup Ludwig        | Landevejscykling |
| 2022               | Jonas Vingegaard      | Landevejscykling | Cecilie Uttrup Ludwig        | Landevejscykling |
| 2021               | Jonas Vingegaard      | Landevejscykling | Amalie Dideriksen Julie Leth | Banecykling      |

| År                          | Vinder | Disciplin                  |
| --------------------------- | --- | -------------------------- |
| 1976–2020 (ikke kønsopdelt) | |                            |
| 2020                        | Søren Kragh Andersen                                                                                             | Landevejscykling           |
| 2019                        | Mads Pedersen | Landevejscykling           |
| 2018                        | Michael Valgren                                                                                                  | Landevejscykling           |
| 2017                        | Jakob Fuglsang                                                                                                   | Landevejscykling           |
| 2016                        | Amalie Dideriksen                                                                                                | Landevejscykling           |
| 2015                        | Mads Würtz Schmidt                                                                                               | Landevejscykling           |
| 2014                        | Michael Valgren                                                                                                  | Landevejscykling           |
| 2013                        | Amalie Dideriksen                                                                                                | Landevejscykling           |
| 2012                        | Lasse Norman Hansen                                                                                              | Banecykling                |
| 2011                        | Lars Bak | Landevejscykling           |
| 2010                        | Matti Breschel                                                                                                   | Landevejscykling           |
| 2009                        | 4000 meter holdet (Alex Rasmussen, Michael Mørkøv, Michael Færk Christensen, Jens-Erik Madsen, Casper Jørgensen) | Banecykling                |
| 2008                        | 4000 meter holdet (Alex Rasmussen, Michael Mørkøv, Michael Færk Christensen, Jens-Erik Madsen, Casper Jørgensen) | Banecykling                |
| 2007                        | Jakob Fuglsang                                                                                                   | Landevejscykling           |
| 2006                        | Linda Villumsen                                                                                                  | Landevejscykling           |
| 2005                        | Michael Rasmussen                                                                                                | Landevejscykling           |
| 2004                        | Mads Christensen                                                                                                 | Landevejscykling           |
| 2003                        | Michael Rasmussen                                                                                                | Landevejscykling           |
| 2002                        | Jakob Piil | Landevejscykling           |
| 2001                        | Claus Michael Møller                                                                                             | Landevejscykling           |
| 2000                        | Frank Høj | Landevejscykling           |
| 1999                        | Michael Rasmussen                                                                                                | Mountainbike               |
| 1998                        | Bo Hamburger | Landevejscykling           |
| 1997                        | Bo Hamburger | Landevejscykling           |
| 1996                        | Bjarne Riis | Landevejscykling           |
| 1995                        | Bjarne Riis | Landevejscykling           |
| 1994                        | Alex Pedersen | Landevejscykling           |
| 1993                        | Henrik Djernis                                                                                                   | Cykelcross og mountainbike |
| 1992                        | Henrik Djernis                                                                                                   | Cykelcross og mountainbike |
| 1991                        | Jan Bo Petersen                                                                                                  | Banecykling                |
| 1990                        | Jan Bo Petersen                                                                                                  | Banecykling                |
| 1989                        | Peter Meinert | Landevejscykling           |
| 1988                        | Dan Frost | Banecykling                |
| 1987                        | Alex Pedersen | Landevejscykling           |
| 1986                        | Dan Frost | Banecykling                |
| 1985                        | Johnny Weltz | Landevejscykling           |
| 1984                        | Alex Pedersen | Landevejscykling           |
| 1983                        | Michael Marcussen                                                                                                | Banecykling                |
| 1982                        | Jørgen V. Pedersen                                                                                               | Landevejscykling           |
| 1981                        | Michael Marcussen                                                                                                | Banecykling                |
| 1980                        | James Møller | Landevejscykling           |
| 1979                        | Hans-Henrik Ørsted                                                                                               | Banecykling                |
| 1978                        | Hans-Henrik Ørsted                                                                                               | Banecykling                |
| 1977                        | Steen Michael Petersen                                                                                           | Landevejscykling           |
| 1976                        | 100 km OL-holdet (Jørgen Emil Hansen, Jørn Lund, Verner Blaudzun, Gert Frank)                                    | Landevejscykling           |